# Rosenau (Francia)
Rosenau (Rosenöi in dialetto alsaziano) è un comune francese di 2 371 abitanti situato nel dipartimento dell'Alto Reno nella regione del Grand Est.

## Società

### Evoluzione demografica
Abitanti censiti